# The New Beginning
『The New Beginning』（ザ・ニュー・ビギニング）は、ZEEBRAの4枚目のアルバム。
前作から2年5ヶ月ぶりのアルバム。プロデューサーにスウィズ・ビーツ、スコット・ストーチ、ジャズ・オーが参加している。

## 内容
今作は2002年に発売されたキングギドラの再結成アルバム『最終兵器』と、2003年に発売された前作『TOKYO'S FINEST』の中間のような作品をイメージして制作されたという。自伝ではこれまでの様々な方向での活動の真ん中に軸を起きながら全方位で作り、自分のオムニバス的なアルバムとコメントしている。また、他のジャンルにはないヒップホップが持っていた素晴らしさをもう一回クローズアップしたいと思ったという。
原点回帰がテーマとされたが、昔に戻るという訳ではなく、これまでの全てを内包したアルバムになることを意識し制作した。
客演にはMummy-D、D.L、TWIGYなど、1990年代から日本のヒップホップシーンを築いてきたラッパーも参加している。しかし、ノスタルジックなものを作る気はなかったといい、現役として今のものを作ろうと思えるポテンシャルがあるかどうかを大事にしたという。
前作と比較して、売上枚数が上回る結果となり、3作連続オリコントップ10入りを果たした。

## 収録曲
1. The New Beginning(Intro)
  - Produced by D-Originu for T.O.P
2. Street Dreams
  - Produced by DJ CELORY a.k.a Mr.BEATS

9thシングル。
3. The Three 16's(The Return) feat. TWIGY&D.L
  - Produced by BACHLOGIC for MATCHSTICKMEN (PSW)
4. Story Of A Sucka MC
  - Produced by Focls for facemusic

17小節でラップをしている。
5. Escape feat. Full Of Harmony
  - Produced by Jaz-O
6. Taste Of Honey feat.CO-KEY&KM-MARKIT
  - Produced by D-Originu for T.O.P
7. Oh Yeah
  - Produced by タイプライター for 254

10thシングル。
8. Let's Get It Started feat. Swizz Beatz
  - Produced by Swizz Beatz
9. Wildin' Part 2 feat. Q & AKTION
  - Produced by Zeebra
10. Beat Boxing feat. Braidz
  - Produced by Zeebra
11. The Motto feat. OJ FLOW&UZI
  - Produced by Scott Storch
12. Slow Down(Album Mix) feat.NaNa
  - Produced by D-Originu for T.O.P
13. Beat Boxing feat. Hibikilla
  - Produced by Zeebra
14. Save The World
  - Produced by T・A・K THE RHHHYME for Rima Green Records
15. Do What U Gotta Do feat. AI,安室奈美恵&Mummy-D
  - Produced by Zeebra

AI、安室奈美恵、RHYMESTERのMummy-Dを客演に迎えたパーティーチューンの楽曲。パーティーチューンであるが、メッセージ性も兼ね備えたという[7]。ミュージック・ビデオも制作され、床に回転式のカメラが据え置かれ撮影された[8]。